# Eduard Demetz

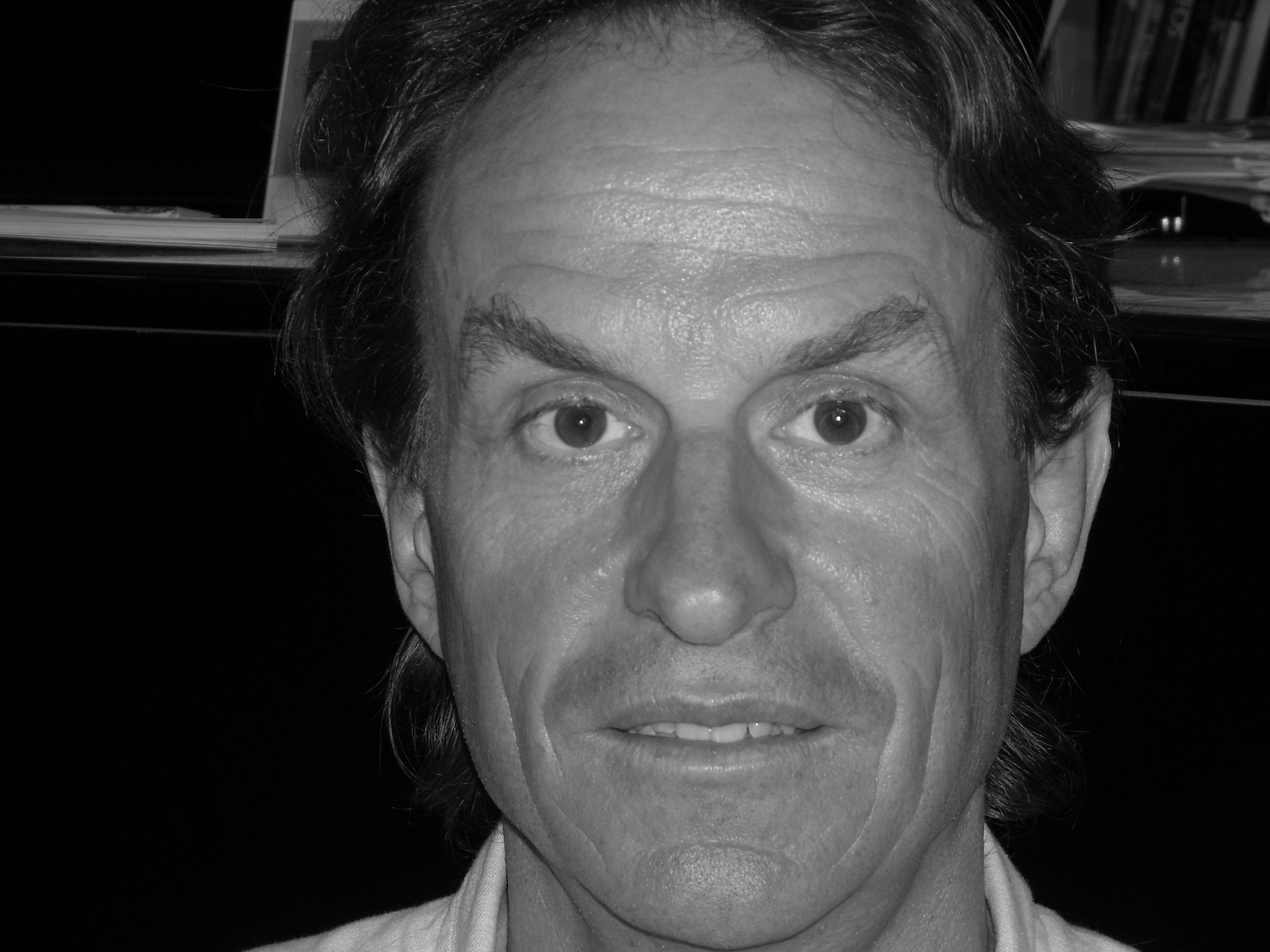
Eduard Demetz 2009

Eduard Demetz (* 2. März 1958 in Bozen, Südtirol, Italien), auch Edoardo Demetz, ist ein italienischer Komponist und Dirigent.

## Biografie
Eduard Demetz studierte am Mozarteum in Salzburg Klavier bei Michaela Schneider-Cuvay und Orchesterdirigieren bei Ulrich Weder. Daneben absolvierte er Meisterkurse und Seminare bei Gary Bertini, Pierre Boulez, Péter Eötvös und Vinko Globokar. Er komponierte u. a. Werke für Kammerorchester, Symphonieorchester, Chor, Klavier, Klaviertrio und für diverse Blechbläserbesetzungen und ist darüber hinaus im Bereich der Musik für Film, Theater und Fernsehen tätig (so für Bavaria-Film in München). Für sein Schaffen erhielt er diverse Auszeichnungen. Demetz unterrichtet am Konservatorium in Bozen Elemente der Kompositionslehre für die Didaktik, ist im künstlerischen Beirat der „Kapelle für Neue Musik“ Windkraft und Vereinsmitglied des Festivals Transart für zeitgenössische Kultur. Von 2002 bis 2012 war er künstlerischer Leiter des Festivals valgardenamusika.
Demetz’ Werke wurden u. a. von den Solisten Thomas Demenga und Thomas Larcher, dem Ensemble Modern, dem Ensemble intercontemporain, dem Klangforum Wien, dem Tiroler Symphonieorchester, dem Petersen Quartett, dem Arditti Quartett, dem Tiroler Landestheater und dem Haydn-Orchester von Bozen und Trient in ganz Europa aufgeführt. 2005 wurde Per vidula y tlavier im Österreichischen Kulturforum in Manhattan vom Merlin-Ensemble gespielt. Im selben Jahr wurde ihm in den Meraner Musikwochen ein Komponistenschwerpunkt gewidmet, wobei sein Werk Im Klang durch das Linzer Brucknerorchester unter der Leitung von Dennis Russel Davies uraufgeführt wurde. 2012 erschien eine CD beim ORF, die seine Werke Minus, Ludus tarantulae, Doi, Flying Carpet und Rondo de banda enthält.
Anlässlich der Flüchtlingskrise organisierte Demetz am 9. September 2015 zusammen mit in Bozen lebenden Migranten das musikalische Projekt Ardadioungo zur Eröffnung des Transart-Festivals im Museion. Im November des Jahres gewann er mit seinem Streichquartett broken islands den vom Artemis Quartett ausgeschriebenen Kompositionswettbewerb; das Werk wurde vom Artemis Quartett am 23. Mai 2016 in Berlin uraufgeführt.

## Auszeichnungen
- 1998 Österreichisches Staatsstipendium für Komponisten
- 2001 Walther-von-der-Vogelweide-Förderpreis
- 2010 Kunstpreis der Stadt Innsbruck, Instrumentalwerke (1. Preis ex aequo mit Christof Dienz)

## Werke
Von 1990 bis 1994 komponierte Demetz die Musik zu den Kindertheater-Produktionen Lusor de Luna, Sintflut und Stillstand von Karl Prossliner (Theaterthek Naturns). Danach folgte eine Vielzahl eigenständiger Werke:
- Läufer im Park für Sopran, Klarinette, Klavier (1995)
- Trio a quattro für Violine, Violoncello und Klavier (1996)
- Uno e mezzo für Klavier solo (1998)
- Palapirn für zwei Trompeten, Horn und Posaune (1998)
- Tras für Orchester (1998)
- Die Farbe H für vier Hörner (1999)
- For Piano für Klavier solo (1999)
- Verso il silenzio für zwei Violoncelli und Ensemble (1999)
- Jogurt und Banane, Musik ohne Cholesterin für Flöte, Violine, Viola und Gitarre (2000)
- Maskenspiel für Sopran und Ensemble (2000)
- 7 Kurzgeschichten für Klavier und Orchester (2001)
- Häftling von MAB, Kammeroper in vier Bildern (2002)
- Per vidula y tlavier für Violine und Klavier (2002)
- Rondo de banda für Blechbläser-Oktett (2002)
- Batadum für sechs Schlagzeuger (2003)
- Unter dem Meeresspiegel, Klangkollage für die Parkgarage der Therme Meran (2003)
- OT für Flöte, Oboe, Klarinette, Gitarre, Akkordeon, Klavier, Cembalo und Perkussion (2003)
- Die Weise von Liebe und Tod des Cornets Christoph Rilke für Sprecher und zwölf Instrumente, Text von Rainer Maria Rilke (2003; überarbeitete Fassung 2014)
- Audiocollage zur Ausstellung Eros & Night von Gotthard Bonell im Kurhaus Meran (2004)
- Stanze, Streichquartett (2004)
- Im Klang für Orchester (2005)
- Ludus tarantulae für zwei Oboen, Englisch-Horn und Cembalo (2006)
- Silent Foot für Flöte, Akkordeon, Streicher und Perkussion (2006)
- Frut blanch für Mezzosopran, Marimba, Klavier und Orchester (2006)
- Musik zum Film Walter Pichler, der Bildhauer von Traudi Messini (2007)
- Audiocollage (elektronisch bearbeitet) für die Ausstellung Margarethe Maultasch, Geschichte einer Dämonisierung auf Schloss Tirol bei Meran (2007)
- Flying Carpet für Klarinette, Violine, Klavier (2007)
- Motor Road für symphonisches Blasorchester (2007)
- Kernhaus  für vier Schlagzeuger, mit Selma Mahlknecht und Konrad Laimer (2007)[8]
- Sensibus für gemischten Chor und drei Schlagzeuger (2008)
- Minus für Akkordeon solo, Ensemble und Samples (2008)
- Primordiale für großes Blechbläserensemble (2008)
- Dan la lum für Orchester (2009)
- Chedul für Tuba und drei Perkussionisten (2009)
- Lieder an der Wäscheleine für gemischten Chor, Texte von Ernst Jandl (2009)
- Schöpfung hört man nicht für Ensemble, zum Bild Grenzen des Verstandes von Paul Klee (2010)[9]
- Veris, Klangcollage für die Produktwerbung der Firma Südtirol Pur (2010)
- Schattenmusik für Fagott und Streichquartett (2010)
- Doi für zwei Bassklarinetten und Samples (2011)
- Triphonia für Bläser, Akkordeon und Perkussion, kollektives Werk mit Marcello Fera und Herbert Grassl (2011)[10][11]
- Musik zum Film Stillstand – Chronik eines Scheiterns in der Provinz von Karl Prossliner (2012)
- Steps und Sand für Stimme, Paetzold-Bassblockflöte und Akkordeon (2012)
- Und sie verstanden alle Sprachen für vier Posaunen (2012)
- Stairway für Flöte und Orgel (2013)
- Maulwerk für Stimmen und Live-Elektronik (2013)
- 4 Klangaktionen für Live-Elektronik und Chor (2013)
- UE1 für Klarinette, Bassklarinette und Live-Elektronik (2013)
- Festivaltrailer zu den 28. Bozner Filmtagen (2014)
- 4 Tracks für Akkordeon und Samples (2014)
- Chuchotè für Bassklarinette und Paetzold-Bassblockflöte (2014)
- Paravis für Akkordeon, Klarinette, Bassklarinette, Live-Elektronik und Kammerorchester (2014)
- Nauz für Sopran, Alt, Tenor, Violoncello, Akkordeon, Perkussion und Samples, Text von Roberta Dapunt (2015)
- Plug in City für 16 Bläser (2015)
- broken islands für Streichquartett (2015)
- Duo für Blockflöte und Cembalo (2016)
- Trio für Flöte, Klarinette und Akkordeon (2016)
- Pole für Querflöten, Blockflöten, Harfe, Cembalo (2017)
- Enlightenment – eine Teilung der Zeit für zwei Sprechstimmen, vier Klarinetten und Samples, Text von Arno Dejaco (2017)
- Creeper für Violoncello und Samples (2017)

## Stil
Demetz sieht sich von sehr unterschiedlichen Musikrichtungen beeinflusst: von klassischer Klavierliteratur, Rock aus den siebziger Jahren oder ladinischen Volksliedern. Musik bedeutet für ihn Kommunikation, denn „Musik will mitteilsam sein“; außerdem erklärte er: „Kunst, Musik und Literatur wollen wahrhaftig sein“.